# RIN Group
RIN Group este un grup de companii din România, deținut de către omul de afaceri Ionuț Negoiță.
RIN Group cuprinde brandurile: RIN Hotels (RIN Grand Hotel, RIN Central Hotel, RIN Airport Hotel), Body Art Wellness Club, Water Park Otopeni, Domus Stil și Dinamo București.

## Istoric
RIN Group reprezintă asocierea de succes a fraților Ionuț și Robert Negoiță.
Odată cu anul 1996, când Ionuț și Robert Negoiță se întorc în țară după o perioadă de 2 ani petrecută în Franța, se naște ideea creării unui trust în care să se investească banii câștigați afară. 
Cel mai profitabil business la acea vreme s-a dovedit a fi pentru dezvoltatorii RIN Group produsele de pardoseală: mochetă, linoleum, covoare. Atunci ia ființă firma Pro Confort, prima din grupul RIN. Dornici de a moderniza piața din România, atenția celor doi se îndreaptă și spre alte domenii de activitate. Astfel, RIN Group începe diversificarea activității până la producția de geamuri termopan, uși interioare sau de exterior, mobilier, construcții civile.
În anul 2002 are loc lansarea în domeniul turistic-hotelier. Astfel, se lansează primul hotel al grupului în Otopeni, la data de 25 august 2003, a cărui investiție s-a ridicat la 3 milioane de euro.
În septembrie 2004, grupul inaugurează al doilea hotel, situat în centrul Bucureștiului. 
Al treilea hotel al grupului se ridică la începutul anului 2007 și este cel mai mare hotel din București, raportat la numărul de camere. 
Începând din primăvara anului 2005, din RIN Group face parte și dezvoltatorul imobiliar Domus Stil.
Inaugurat în anul 2004, parcul acvatic Water Park Otopeni este un alt proiect de succes al grupului RIN.
În anul 2012, Ionuț  Negoiță devine acționar majoritar al clubului de fotbal FC Dinamo București, care se alătură grupului.

## RIN Hotels
Grupul RIN Hotels, unul dintre cele mai importante lanțuri hoteliere din București, deține trei hoteluri de 4 stele:
RIN Grand Hotel - amplasat în sud-estul Bucureștiului - Calea Vitan-Bârzești 7D
RIN Airport Hotel - amplasat în nordul Bucureștiului - Calea Bucureștilor 255 A
RIN Central Hotel - amplasat în centrul Bucureștiului - Strada Traian 55
În total, grupul RIN Hotels oferă:
- 41 săli de conferințe și evenimente;
- spațiu expozițional de 2.200 mp;
- capacitate de cazare de 854 camere;
- 5 restaurante;
- 2 centre wellness;
- baruri și terase;
- parc acvatic.

## RIN Grand Hotel
Construit în anul 2007, RIN Grand Hotel este cel mai mare hotel de pe piața locală, în funcție de numărul de camere. Localizat în sud-estul Bucureștiului, hotelul se află la doar 7 Km de centrul turistic, facilitând accesul către punctele culturale și comerciale importante ale orașului. În imediata proximitate a hotelului se află Parcul Natural Vacărești, supranumit “Delta Bucureștiului”. Declarat rezervație naturală, parcul este una dintre atracțiile ce nu trebuie ratate de către turiști, iar RIN Grand Hotel oferă o vedere panoramică excelentă. 
Hotelul oferă 489 de camere și apartamente dotate cu ferestre oscilobatante, minibar, seif, televizor LCD, birou, internet de mare viteză, line telefonică internațională și acces la room service.
În interiorul hotelului se regăsesc 4 restaurante și baruri, sală de fitness, piscină, jacuzzi, zonă SPA și o galerie comercială cu spații pentru toate gusturile.
RIN Grand Hotel dispune de cel mai mare centru de evenimente dintr-un hotel din România. Având o capacitate de 4.400 de mp, la RIN Grand Hotel se poate desfășura orice tip de eveniment, de la conferințe și întâlniri de afaceri, workshop-uri și traininguri, până la gale și cocktailuri și terminând cu clasicele petreceri de nuntă și botez.
Centrul de conferințe al hotelului RIN Grand pune la dispoziție 25 săli de conferințe, iar cea mai mare -București Ballroom- poate găzdui până la 1.000 de persoane. Sălile, luminate natural, dispun de echipamente audio-video de ultimă generație și acces gratuit la internet de mare viteza.
Centrul expozițional RIN Grand pune la dispoziția organizatorilor si expozanților o suprafață de 2.200 mp și o multitudine de facilități: lumină naturală, aer condiționat, internet, sistem sonorizare, servicii de curațenie și securitate.
Capacitatea mare de cazare, dublată de spațiul expozițional generos disponibil și de posibilitatea de a organiza evenimente de mari dimensiuni face din RIN Grand Hotel un excelent loc pentru conferințe și simpozioane. 

## RIN Airport Hotel
Localizat în imediata apropiere a Aeroportului Internațional „Henri Coandă”, RIN Airport Hotel vine în întâmpinarea celor care aleg Bucureștiul ca destinație de afaceri sau celor care se află în tranzit. Inaugurat în anul 2007, hotelul oferă toate facilitățile unei unități de cazare de 4 stele.
RIN Airport Hotel dispune de 258 de camere spațioase și decorate modern, cu acces gratuit la internet de mare viteză, televiziune digitală, linie telefonica internațională, minibar, seif și aer condiționat.
Hotelul poate oferi servicii suplimentare de transport gratuit dinspre/către Aeroportul Internațional „Henri Coandă”, servicii de spălătorie și room service.
RIN Airport Hotel dispune de doua restaurante, Cristal și Rustic, cu o capacitate totală de 250 de locuri și de 12 săli moderne în care se pot organiza petreceri și evenimente private.
Hotelul dispune de o parcare generoasa de 520 de locuri, iluminată, supravegheată video și păzită 24h/24, 7 zile/7 și oferă și opțiunea de parcare pe termen lung.
Centrul de conferințe are o capacitate totală de 1.700 de locuri în cele 12 săli de conferințe, cea mai mare fiind Henri Coandă, care poate găzdui evenimente corporate și private și are o capacitate de până la 500 locuri. Celelalte săli de conferințe au capacități cuprinse între 14 și 300 de locuri și sunt dotate cu toate echipamentele tehnice necesare.

## RIN Central Hotel
RIN Central Hotel este localizat în centrul turistic și comercial al Bucureștiului, la doar 1 km de Piața Universității.
RIN Central Hotel dispune de 107 camere ce oferă minibar, acces gratuit la internet de mare viteză, linie telefonică internațională, aer condiționat, servicii de curățatorie, fax și servicii concierge și room service. 
Clienții pot lua masa zi de zi, la restaurantul Vivere, din incinta hotelului, ce are
o capacitate de 90 de locuri.
RIN Central Hotel dispune de un centru de conferințe alcătuit din 4 săli, cu o capacitate totală de 300 locuri, dotat cu echipamente de ultimă generație.

## Body Art Wellness Club
Body Art Wellness Club este un club wellness & SPA, situat în incinta RIN Grand Hotel. 
Body Art Wellness Club dispune de:
- sală de fitness cu o suprafață de 400 mp, dotată cu aparatură performantă;
- sală de aerobic, cu o suprafață de 120 mp;
- sală de cycling, cu suprafață de 120 mp, dotată cu 25 de biciclete de cycling;
- piscină de 180 mp (20m x 9m);
- jacuzzi;
- sauna uscată;
- hammam (baie turcească/sauna umedă);
- duș emoțional;
- duș scoțian;
- fântână de gheață.

## Water Park Otopeni
Situat la aproximativ 6 km de București, lângă RIN Airport Hotel, Water Park Otopeni este un parc acvatic cu o suprafață de 40.000 mp. În interiorul Water Park Otopeni se pot regăsi 10 piscine de diferite dimensiuni, 30 de tobogane, un râu, șezlonguri, umbrele, baldachine, teren de fotbal și volei pe nisip, teren de tenis, un magazin, precum și câteva terase.
Domus Stil
Succesul înregistrat de cele 4 cartiere rezidențiale, RIN Grand Residence, Confort Residence, Confort Park și Confort City, a făcut ca în prezent Domus Stil să fie considerat unul dintre cei mai unul dintre cei mai importanți dezvoltatori de cartiere rezidențiale  din București.

## Dinamo București
Fondat în anul 1948, Dinamo este un club de fotbal din București, care evoluează în prezent în Liga II-a. Din punctul de vedere al trofeelor, Dinamo se situează pe locul 2 în topul celor mai prestigioase cluburi de fotbal din România, având în palmares 18 titluri naționale, 13 Cupe ale României, 2 Supercupe ale României și o semifinală a Cupei Campionilor Europeni.